# Tipula pinnicornis
Tipula pinnicornis är en tvåvingeart som först beskrevs av Carl von Linné 1758.  Tipula pinnicornis ingår i släktet Tipula och familjen gallmyggor.
Artens utbredningsområde är Sverige. Inga underarter finns listade i Catalogue of Life.